# Messier 73
Messier 73 (M73 0 NGC 6994) és un asterisme (alineament fortuït) d'estrelles format per quatre estrelles situat a la constel·lació d'Aquari. Va ser descobert per Charles Messier el 4 d'octubre de 1780 que el va descriure com un cúmul de quatre estrelles amb nebulositat. Posteriors observacions de John Herschel, això no obstant, no van poder revelar la nebulositat. A més Herschel va qüestionar la designació de M73 com a cúmul, amb tot i això el va incloure al seu catàleg com a cúmul, i John Dreyer el va incloure al seu new General Catalogue.

## Recerca científica: Asterisme o cúmul obert?
M73 va ser considerat en un principi com un cúmul obert poc dens, que consistia en estrelles associades físicament a l'espai així com al cel. La qüestió de si les estrelles eren un asterisme o un cúmul va genera un interessant debat.
El 2000, L. P. Bassino, S. Waldhausen, i R. E. Martinez van publicar una anàlisi del color i la lluminositat de les estrelles del cúmul i del seu voltant. Van concloure que les quatre estrelles més brillants del centre i algunes més dels voltants seguien una relació color-lluminositat que també la segueixen les estrelles dels cúmuls oberts (com es pot veure al diagrama de Hertzsprung-Russell). La seva conclusió era que M73 era un antic cúmul obert de 9 minuts d'arc d'ample. G. Carraro, això no obstant, va publicar els resultats en el 2000 basats en anàlisis similars i concloent que les estrelles no seguien cap relació color-lluminositat. La conclusió de Carraro era que M73 era un asterisme. Per afegir major controvèrsia, E. Bica i col·laboradors van concloure que la possibilitat d'alineament de les quatre estrelles brillants vistes al centre d'M73 així com una altra estrella propera era molt improbable, per això M73 era probablement un cúmul obert dispers. La controvèrsia es va solucionar el 2002 quan M. Odenkirchen i C. Soubiran van publicar una anàlisi de l'espectre d'alta resolució de les sis estrelles més brillants d'M73 en 6 minuts d'arc del centre. Odenkirchen i Soubiran van demostrar que les distàncies des de la Terra a les sis estrelles eren molt diferents d'una a una altra, i que les estrelles es movien en diferents direccions. Per això, van concloure que les estrelles eren, tan sols, un asterisme.
Encara que s'ha demostrat que M73 es tracta tan sols d'un alineament casual d'estrelles, encara són importants més investigacions sobre l'asterisme per a la identificació de cúmuls oberts dispersos. Aquests cúmuls poden ser importants per demostrar com els cúmuls oberts són desmembrats per les forces gravitacionals en la Via Làctia.

## Observació
Les estrelles formen una« Y » inclinada sobre l'esquerra. L'estrella central és la menys brillant de les quatre i és per això la més difícil de veure amb el telescopi.
Les característiques d'aquestes estrelles són:
| Estrella | AR (J2000.0)    | Dec (J2000.0) | mag-apa | B-V   | Altres idenficacions |
| -------- | --------------- | ------------- | ------- | ----- | -------------------- |
| 1        | 20h 58min 56,8s | -12:38'29"    | 10,355  | 1,002 | BD-13 5809           |
| 2        | 20h 58min 57,8s | -12:37'45"    | 11,269  | 0,452 | HD 358033            |
| 3        | 20h 58min 54,8s | -12:38'04"    | 11,675  | 0,575 | BD-13 5809           |
| 5        | 20h 58min 53,5s | -12:37'54"    | 12,322  | 0,870 |                      |